# Роги (Підкарпатське воєводство)
Роги (пол. Rogi) — село в Польщі, у гміні Мейсце-П'ястове Кросненського повіту Підкарпатського воєводства.
Населення — 2460 осіб (2011).

## Розташування
Село на півдні Польщі у передгір'ї Карпат. Через населений пункт пролягає автотраса E371, що з'єднує центр воєводства Ряшів зі словацьким містом Пряшевом.
Рогами протікає невелика річка Любатівка.

## Історія
Населений пункт на цьому місці існував ще з часів Римської імперії. Підтвердженням слугують Підкарпатські кургани. Село входило до Київської Русі, згодом до Галицько-Волинської держави. А у 1340 році король Казимир III відібрав ці землі й приєднав їх до Польщі. Той же король 1345-го затвердив торговий шлях через Мєйсце-П'ястове, Тарговиська і Роги, а за три роки видав селу магдебурзьке право. Згодом 3 червня 1358 року король Казимир передав Роги (110 ланів франконських) по обидва боки річки Любатівки солтисові Петрові з Колачице. Того ж року в селі споруджено костел.
У часи Владислава ІІ Ягайла королівщину в селі займала шляхта з Дембовця — Ян, Петро і Миколай Чарноцькі. Вони влаштували поділ 25 серпня 1425 року і Роги дістались Петрові. У 1431 році він себе величав Марціном із Вроцімовіц де Роги, хорунжим краківським, села Роги і Любатовка з солтиствами.
22 серпня 1462 року Петро, Ян, Миколай, Марчін і Станіслав Чарноцькі знову влаштували поділ сіл, зокрема і Рогів. У часи короля Яна Длугоша власником села був Ян Кандзьорка. У 1461 році в Рогах освячено костел, відбудований після руйнівних татарських та угорських набігів.
Згодом, у 1471-му, село дісталось Янові Кобилянському. На той час Роги мали власний замок з вежами і ставками, костел і плебанію. Правда, вже 1474 року село знищили угорці. 1505 року Єронім Кобилянський став повноцінним власником Рогів, викупивши частини села в родини Чарноцьких. У 1524 році король Жигмонт Старий підтвердив підтримку парафії в Рогах.
Новим власником села у 1539 році став Ян Тарло. Приблизно у 1550-х Роги повернулися до королівщини, а вже 1565-го — знову до Тарлів, цього разу Миколая, перемишльського хорунжого, королівського секретаря. Згодом Роги стали приданим доньки Миколая, Ядвіги Тарло, яка 1592 року вийшла заміж за Єжи Мнішека, сандомирського воєводу. У 1598 році розпочалося будівництво нового костелу, освячено його 28 вересня 1603 року, натомість старий костел святої Анни над рікою став каплицею. Мнішеки продали село Войцехові Боболі як ануїтет.
У 1624 році Роги були поруйновані через татарський набіг, у 1655-му село понищили шведи з козаками, а 1657-го — Юрій ІІ Ракоці. З тієї причини орендаря села, Войцеха Крицького, дворянина й секретаря короля Яна Казимира, було звільнено від сплати податків з 1657 по 1665 роки.
У 1707—1708 роках за село воювали Цєцішевські й Карчевські. На праві привілею Август ІІІ Саса 10 листопада 1760 року передав містечко Ігнацію Орачевському, старості рогівському й конфедератові та його дружині Анні. Успадкувала землі після смерті чоловіка у 1779-му на два роки друга дружина Ігнація, Кристина Орачевська.
У ті часи Роги були містечком зі статусом староства. Тут відбувалися ярмарки ремісників на свята Анни (26 липня), Бартоломея (24 серпня) і святого Миколая (6 грудня).
У 1769 році 6 квітня у полях між Рогами й Мєйсцем-П'ястовим та Івоничем відбувся бій між барськими конфедератами, які йшли від Дуклі і військами Російської імперії, які йшли з боку Івонича. Під час відступу своїх військ до Гловенки і Кросна у селі конфедерати залишили пораненого генерала Казимира Пуласького. Полеглих у бою поховано у двох бартських могилах у Рогах та Мєйсцу-П'ястовому.
Під час Першого поділу Польщі містечко Роги 12 червня 1772 року зайняли австрійські війська. Відтак село було продане Юзефові Бобовському, а після того Дембінським. Останній започаткував у містечку виробництво тканин. Донька власника Рогів, Ванда, 1841-го вийшла заміж за Євстахія Дембінського (власника Ненадової), започаткувавши рогівську лінію.
У 1849 році Роги пограбували російські війська, які йшли на Угорщину.
Подальший розвиток містечка був пов'язаний з появою в околиці нафтового промислу. Перша свердловина у межах села з'явилася 1888 року, а 1933 року прокладено нафтопровід між Рівним і Кросном.
Із села походив та згодом був похований офіцер-диверсант Армії Крайової Францішек Кохан, який організував чимало акцій спротиву.
У вересні 1944 року НКВС арештувало учасників АК, зокрема місцевого війта Ф. Матушевича.
У 1975—1998 роках село належало до Кросненського воєводства.

## Демографія
Демографічна структура станом на 31 березня 2011 року:
|          | Загалом | Допрацездатний вік | Працездатний вік | Постпрацездатний вік |
| -------- | ------- | ------------------ | ---------------- | -------------------- |
| Чоловіки | 1181    | 293                | 783              | 105                  |
| Жінки    | 1279    | 273                | 724              | 282                  |
| Разом    | 2460    | 566                | 1507             | 387                  |